# Bruno Scelsi
Bruno Scelsi est un athlète français, né à Roubaix le 3 octobre 1954, adepte de la course d'ultrafond, champion du monde du 100 km en 1989 et 4 fois champion de France. De plus, il détient le record de France du 100 km sur route depuis 1986.

## Biographie
Bruno Scelsi est champion du monde du 100 km en 1989 et 4 fois champion de France en 1985, 1986, 1987 et 1989. De plus, il détient le record de France du 100 km sur route depuis 1986.

## Records personnels
- 10 km route : 39 min 30 s à Chalons-en-champagne en 2008[4]
- Semi-marathon : 1 h 25 min 0 s à Tulle en 2005[4]
- Marathon : 2 h 25 min 39 s au marathon Givré de Sologne en 1988[5]
- 100 km route : 6 h 27 min 8 s aux championnats de France des 100 km de Vogelgrun en 1986[6],[7]